# 有田プロレスインターナショナル
『有田プロレスインターナショナル』（ありたぷろれす いんたーなしょなる）は2020年11月4日からAmazonプライム・ビデオにて配信されているプロレストークバラエティ。

## 概要
2019年12月に配信された『有田と週刊プロレスとファイナル』以来、有田哲平によるプロレスを題材にしたトークバラエティ番組。演出の前川コーファンをはじめとする全力カンパニーなど『有田と週刊プロレスと』スタッフが再び集まり制作。前作がプロレス雑誌を基にプロレスの歴史や選手の人間模様を紹介してきたが、“プロレスの楽しみ方”というアプローチで、プロレスの魅力をさらに伝えることをコンセプトとする。有田は前作と比較して「プロレスの課外授業」、「応用編」と番組コンセプトを例え、また、公式な略称を『Aインター』であると述べている。
2020年11月4日にAmazonプライム・ビデオにて4話同日配信開始。以降毎週水曜に1話更新、全25話が配信されたが、『有田と週刊～』ほど反響は良くなく1シーズンで終了となった。
レギュラー出演者は有田であるが、ケンドーコバヤシもVTR出演を含めれば全話参加している。
2022年2月3日、YouTubeチャンネル「有田哲平のプロレス噺「オマエ有田だろ!!」」を開設。公式SNSは「有田プロレスインターナショナル」から継続されている。

## 出演者

### 出演
- 有田哲平[4]
- ケンドーコバヤシ

### ナレーション
- 広居バン

## 配信リスト
| 放送回 | タイトル                                                       | ゲスト➀                     | ゲスト②                       | ゲスト③                     | ゲスト⓸              | 配信開始日     | 備考                         |
| ------ | -------------------------------------------------------------- | --------------------------- | ----------------------------- | --------------------------- | -------------------- | -------------- | ---------------------------- |
| 1      | 『ペイントレスラー』について語る                               | 福田充徳 （チュートリアル） | 小峠英二 （バイきんぐ）       |                             |                      | 2020年11月4日  |                              |
| 2      | 『プロレスラーのヘアスタイル』について語る                     | 福田充徳 （チュートリアル） | 小峠英二 （バイきんぐ）       |                             |                      | 2020年11月4日  |                              |
| 3      | 『プロレスラーの入場曲』を聴きまくる                           | ファンキー加藤              | 河本準一 （次長課長）         |                             |                      | 2020年11月4日  | 収録:スペースDo              |
| 4      | 『ケロちゃんのコール』を聴きまくる                             | 古坂大魔王                  | 河本準一 （次長課長）         |                             | 田中ケロ             | 2020年11月4日  | 収録:スペースDo              |
| 5      | 家にある『プロレスグッズ』を持ちよって語る                     | 古坂大魔王                  | 河本準一 （次長課長）         |                             |                      | 2020年11月11日 | 収録:GAZEBO TOKYO            |
| 6      | 『プロレスショップ』で買い物をする                             | 古坂大魔王                  | 濱家隆一 （かまいたち）       |                             | 泉高志（闘道館館長） | 2020年11月18日 | 収録:闘道館                  |
| 7      | 『プロレスショップ』で買い物をする                             | 古坂大魔王                  | 濱家隆一 （かまいたち）       |                             | 泉高志（闘道館館長） | 2020年11月25日 | 収録:闘道館                  |
| 8      | 『こんな時 このプロレスラー』 レスラーキャスティング会議       | ビビる大木                  | 澤部佑 （ハライチ）           |                             |                      | 2020年12月2日  |                              |
| 9      | 『こんな時 このプロレスラー』 レスラーキャスティング会議       | ビビる大木                  | 澤部佑 （ハライチ）           |                             |                      | 2020年12月9日  |                              |
| 10     | 『プロレスラーの入場曲』を聴きまくる 第二弾                    | トシ (タカアンドトシ)       | RG (レイザーラモン)           | 倉持明日香                  |                      | 2020年12月16日 | 収録:スペースDo              |
| 11     | 『プロレスラーの名言』で悩みを解決する                         | トシ (タカアンドトシ)       | RG (レイザーラモン)           | 倉持明日香                  |                      | 2020年12月23日 |                              |
| 12     | 『プロレスショップ』で買い物をする 第二弾                      | ファンキー加藤              | 岡田圭右 （ますだおかだ）     | 福田充徳 （チュートリアル） | 泉高志（闘道館館長） | 2020年12月30日 | 収録:闘道館コバヤシはVTR出演 |
| 13     | 『プロレスショップ』で買い物をする 第二弾                      | ファンキー加藤              | 岡田圭右 （ますだおかだ）     | 福田充徳 （チュートリアル） | 泉高志（闘道館館長） | 2021年1月6日   | 収録:闘道館コバヤシはVTR出演 |
| 14     | 『プロレスゲーム』を遊びまくる                                 | ファンキー加藤              | 河本準一                      |                             |                      | 2021年1月13日  |                              |
| 15     | 第1回Aインター勝手にプロレス大賞！                             | ビビる大木                  | 岡田圭右 （ますだおかだ）     | 倉持明日香                  |                      | 2021年1月20日  |                              |
| 16     | 『プロレスラーの入場曲』を聴きまくる 第三弾                    | ビビる大木                  | 福田充徳 （チュートリアル）   |                             |                      | 2021年1月27日  | 収録:スペースDo              |
| 17     | 『プロレスラーの入場曲』を聴きまくる 第三弾                    | ビビる大木                  | 福田充徳 （チュートリアル）   |                             |                      | 2021年2月3日   | 収録:スペースDo              |
| 18     | AインターNo.1「プロレスクイズ王」を決める                      | 岡田圭右 （ますだおかだ）   | 倉持明日香                    |                             |                      | 2021年2月10日  |                              |
| 19     | 第2回Aインター勝手にプロレス大賞！                             | 岡田圭右 （ますだおかだ）   | 倉持明日香                    | ビビる大木                  |                      | 2021年2月17日  |                              |
| 20     | 憧れの女子レスラーに別府ちゃんが告白する                       | Sareee                      | 別府ともひこ (エイトブリッジ) |                             |                      | 2021年2月24日  |                              |
| 21     | 憧れの女子レスラーに別府ちゃんが告白する                       | 岩谷麻優                    | 別府ともひこ (エイトブリッジ) |                             |                      | 2021年3月3日   |                              |
| 22     | AインターNo.1「プロレスクイズ王」を決める                      | ビビる大木                  | 倉持明日香                    |                             | 田中ケロ             | 2021年5月19日  | 収録:新木場1stRing           |
| 23     | Aインタープロレスサミット開催                                  | ビビる大木                  | 倉持明日香                    | 古坂大魔王                  |                      | 2021年5月26日  | 収録:新木場1stRing           |
| 24     | プロレス会場を貸し切ってやりたいことやってみる                 | ビビる大木                  | トシ (タカアンドトシ)         | 古坂大魔王                  | 神奈月               | 2021年6月2日   | 収録:新木場1stRing           |
| 25     | プロレス会場を貸し切って…猪木・長州・大仁田・ASUKAになりきる！ | ビビる大木                  | トシ (タカアンドトシ)         | 古坂大魔王                  | 神奈月               | 2021年6月9日   | 収録:新木場1stRing           |

## スタッフ
- ディレクター - 地曳範剛、増田剛、冨田祐子
- 演出 - 前川コーファン
- プロデューサー - 上田暁子、島田勇夫
- エグゼクティブプロデューサー - 久保浩章

- 構成 - 榊暁彦
- 技術 - 芳川和也
- 美術 - 内藤佳奈子
- 編集 - 井上真一
- MA - 吉田肇
- 音効 - 西山和史
- イラスト - 絵描きしんじ
- リサーチ - 大森智仁
- 音楽 - joe daisque
- ラップ - MC JAPAN
- 協力 - スウィッシュジャパン、ENO STUDIO、casinodrive
- 宣伝 - 薄信行、木村悠己
- 制作進行 - 庄子伸正
- AP - 佐藤桃香
- 制作協力 - 週刊プロレス
- 制作 - 全力カンパニー
- 製作著作 - flag